# Anséric I. von Montréal
Anséric I. von Montréal (franz.: Anséric de Montréal; † 26. Januar, wohl 1170) war ein Burgherr von Montréal (Haus Chacenay) in der Bourgogne. Er war ein Sohn des Hugo von Montréal († nach 1119) und der Helvis von Baudemont.
Anséric stand die ersten Jahre unter der Vormundschaft seines Stiefvaters Guido I. von Dampierre; seine erste urkundlich vermerkte Handlung als Herr von Montréal datiert auf das Jahr 1145. Im Jahr 1147 bekundete er seine Teilnahme am zweiten Kreuzzug, womit er mit seinem Cousin Jakob von Chacenay die lange Kreuzfahrertradition seiner Familie begründete. Unter Herzog Odo II. von Burgund übte er zeitweilig das Amt des herzoglichen Seneschalls aus. Letztmals ist Anséric im Jahr 1170 urkundlich belegt. Das Nekrolog von Notre-Dame-de-Montréal verzeichnet seinen Tod auf einen 26. Januar, ohne ein Todesjahr dazu zu nennen.
Verheiratet war Anséric I. mit Adelheid von Pleurs, mit der er mindestens vier Kinder hatte:
- Anséric II. († 1191), Herr von Montréal.
- Johann I. († 1191), Herr von Arcis-sur-Aube.
- Guido († 1199), Herr von Beauvoir-sur-Serain.
- Helvis, Erbin von Époisses; ⚭ mit André I., Herr von Montbard (Haus Montbard).